# Genkinit
Genkinit ist ein sehr selten vorkommendes Mineral aus der Mineralklasse der Sulfide und Sulfosalze mit der chemischen Zusammensetzung Pt4Sb3 und ist damit chemisch gesehen ein Platinantimonid. Als enge Verwandte der Sulfide werden die Antimonide in dieselbe Klasse eingeordnet.
Genkinit kristallisiert im tetragonalen Kristallsystem, konnte bisher jedoch nur in Form unregelmäßiger Körner bis etwa 165 μm Größe entdeckt werden. Das Mineral ist vollkommen undurchsichtig (opak) und zeigt auf den hellbraunen bis bräunlichgrauen Kornoberflächen einen metallischen Glanz.

## Etymologie und Geschichte
Entdeckt wurde Genkinit in Mineralproben aus der Platinmetall-Grube Onverwacht nahe Mashishing (bis 2006 Lydenburg) in der südafrikanischen Provinz Mpumalanga. Die Analyse und Erstbeschreibung erfolgte durch Louis J. Cabri, John M. Stewart, J. H. G. Laflamme und, J. T. Szymański, die das Mineral nach dem russischen Mineralogen und Spezialisten für Platinmetalle Alexander Dmitrijewitsch Genkin (russisch: Александр Дмитриевич Генкин; 1919–2010) benannten.
Das Mineralogenteam sandte seine Untersuchungsergebnisse und den gewählten Namen 1976 zur Prüfung an die International Mineralogical Association (interne Eingangs-Nr. der IMA: 1976-051), die den Genkinit als eigenständige Mineralart anerkannte. Die Publikation der Erstbeschreibung folgte ein Jahr später im Fachmagazin The Canadian Mineralogist.
Das Typmaterial des Minerals wird im Mineralogischen Museum, benannt nach A. J. Fersman der Russischen Akademie der Wissenschaften in Moskau unter der Katalog-Nr. N79000, im Canadian Museum of Nature in Ottawa und im Royal Ontario Museum in Toronto unter der Katalog-Nr. M34861 sowie im National Museum of Natural History in Washington, D.C. unter der Katalog-Nr. 136485 aufbewahrt.

## Klassifikation
In der veralteten 8. Auflage der Mineralsystematik nach Strunz war der Genkinit noch nicht aufgeführt.
In der zuletzt 2018 überarbeiteten Lapis-Systematik nach Stefan Weiß, die formal auf der alten Systematik von Karl Hugo Strunz in der 8. Auflage basiert, erhielt das Mineral die System- und Mineralnummer II/A.05-120. Dies entspricht der Klasse der „Sulfide und Sulfosalze“ und dort der Abteilung „Legierungen und legierungsartige Verbindungen“, wo Genkinit zusammen mit Arsenopalladinit, Atheneit, Isomertieit, Majakit, Menshikovit, Mertieit, Miessiit, Naldrettit, Palladoarsenid, Palladobismutoarsenid, Palladodymit, Polkanovit, Pseudomertieit, Rhodarsenid, Stibiopalladinit, Stillwaterit, Törnroosit, Ungavait, Vincentit und Zaccariniit eine unbenannte Gruppe mit der Systemnummer II/A.05 bildet.
Die von der International Mineralogical Association (IMA) zuletzt 2009 aktualisierte 9. Auflage der Strunz’schen Mineralsystematik ordnet den Genkinit in die Klasse der „Sulfide und Sulfosalze (Sulfide, Selenide, Telluride, Arsenide, Antimonide, Bismutide, Sulfarsenide, Sulfantimonide, Sulfbismutide)“ und dort in die Abteilung „Legierungen und legierungsartige Verbindungen“ ein. Hier ist das Mineral in der Unterabteilung „Legierungen von Halbmetallen mit Platin-Gruppen-Elementen (PGE)“ zu finden, wo es als einziges Mitglied eine unbenannte Gruppe mit der Systemnummer 2.AC.35a bildet.
In der vorwiegend im englischen Sprachraum gebräuchlichen Systematik der Minerale nach Dana hat Genkinit die System- und Mineralnummer 02.06.04.01. Das entspricht der Klasse der „Sulfide und Sulfosalze“ und dort der Abteilung „Sulfidminerale“. Hier findet er sich innerhalb der Unterabteilung „Sulfide – einschließlich Seleniden und Telluriden – mit der Zusammensetzung AmBnXp, mit (m+n):p=4:3“ in der „Genkinitgruppe“, in der auch Oulankait und Ungavait eingeordnet sind.

## Chemismus
Der idealisierten (theoretischen), das heißt stoffreinen, Zusammensetzung von Genkinit (Pt4Sb3) zufolge besteht das Mineral aus Platin (Pt) und Antimon (Sb) im Stoffmengenverhältnis von 4 : 3. Dies entspricht einem Massenanteil (Gewichts-%) von 68,11 Gew.-% Pt und 31,89 Gew.-% Sb.
Mikrosondenanalysen an insgesamt acht Körnern vom Typmaterial aus der Platingrube Onverwacht ergaben dagegen abweichende Zusammensetzungen von 41,9 bis 47,7 Gew.-% Pt und 35,2 bis 36,8 Gew.-% PtSb sowie zusätzliche Gehalte von Palladium (9,0–14,6 Gew.-%), Rhodium (1,5–7,4 Gew.-%), Nickel (0,05–2,0 Gew.-%), Bismut (0,57–1,7 Gew.-%), Arsen (0,20–0,94 Gew.-%) und Kupfer (0–0,39 Gew.-%).
Aufgrund des in allen Proben signifikanten Anteils an Palladium wird in den meisten Quellen (einschließlich in der Erstbeschreibung) für Genkinit die Mischformel (Pt,Pd)4Sb3 angegeben.

## Kristallstruktur
Genkinit kristallisiert im tetragonalen Kristallsystem mit den Gitterparametern a = 7,736 Å und c = 24,161 Å, sowie acht Formeleinheiten pro Elementarzelle.

## Bildung und Fundorte
Genkinit bildet sich in Ultramafititen und Ophiolithen, die Platin, Eisen, Kupfer und Nickel enthalten. Je nach Fundort können als Begleitminerale unter anderem Chromit, Hollingworthit, Irarsit, Laurit, Mertieit, gediegen Osmium, rutheniumhaltiger Pentlandit, Platarsit, Ruthenarsenit, Sperrylith, Stibiopalladinit und verschiedene Platin-Eisen-Legierungen beziehungsweise Platin-Palladium-Kupfer-Legierungen auftreten.
Genkinit gehört zu den sehr seltenen Mineralbildungen, das bisher nur in wenigen Proben aus bisher etwas mehr als 10 Fundorten bekannt wurde.
In Südafrika fand man Genkinit außer in seiner Typlokalität Onverwacht nur noch in der Platinmine Driekop im Distrikt Sekhukhuneland etwa 25 km nordöstlich von Burgersfort im Bushveld-Komplex und in der Umgebung von Mokopane (auch Potgietersrus) im Distrikt Waterberg.
Die bisher einzigen bekannten Fundorte in Europa sind die Shetland-Inseln Fetlar und Unst vor der nordöstlichen Landspitze von Schottland. Weitere bekannte Fundorte sind unter anderem die Owendale North Mine bei Fifield im australischen Bundesstaat New South Wales, die Kapalagulu-Intrusion in der Region Kigoma in Tansania sowie verschiedene Seifenlagerstätten am Tulameen River im kanadischen Bundesstaat British Columbia, am Bir Bir River bei Yubdo (auch Joubdo, Youbdo oder Joubda) nahe Gimbi in Äthiopien, am Fluss Koura in der russischen Oblast Kemerowo und am Salmon River (Fox Gulch Platinseife) nahe der Goodnews Bay in der Bethel Census Area von Alaska.